# Фукоидан
Фукоидан (fucoidan) — сульфатированный гетерополисахарид, обнаруженный в составе бурых водорослей и некоторых иглокожих.
Впервые фукоиданы были выделены из бурых водорослей в 1913 году. Содержание фукоиданов может достигать 25-30 % от сухого веса водоросли и зависит, в основном, от вида водоросли, а также от сезона или стадии развития водоросли, места сбора и других факторов.

## Структура
Несмотря на то, что фукоиданы известны давно, далеко не все их структурные особенности выяснены с достаточной определённостью. В первую очередь это относится к структуре фрагментов, включающих минорные моносахариды. Практически до 1993 года считалось, что основная цепь фукоиданов представляет собой 1→2-α-L-фукан. В настоящее время установлено, что большинство известных фукоиданов относится к двум структурным типам: первый тип содержит в основной цепи α-1→3-, второй тип — чередующиеся α-1→3- и α-1→4-связанные остатки фукозы. Разветвления присоединены в положении 2, а сульфатные группы могут находиться при С4 остатка фукозы. Выделены фукоиданы, в которых сульфатные группы расположены при С2, а также при С2 и С4. Кроме того, известны фукоиданы, в которых остатки фукозы не только сульфатированы, но и ацетилированы.
В большинстве случаев установлены структуры фракций фукоиданов, основным компонентом которых является фукоза. Эти полисахариды выделены из бурых водорослей, принадлежащих к порядкам Chordariales, Laminariales, Fucales. Бурые водоросли, принадлежащие порядкам Chordariales и Laminariales (Phaeosporophyceae), синтезируют полисахариды, состоящие из α-1→3-связанных остатков фукозы. Основная цепь этих полисахаридов может иметь разветвления при С2 некоторых остатков фукозы (остаток D-GlcA (Cladosiphon okamuranus) или остаток Fuc (Chorda filum)). Основная цепь фукоиданов водорослей порядка Fucales (Cyclosporophyceae) построена из чередующихся α-1→3- и α-1→4-связанных остатков фукозы, в результате чего формируется регулярная структура полисахаридной цепи. Однако в нативном фукоидане эта регулярность маскируется беспорядочным расположением сульфатных и ацетатных групп. Возможно, что различия в структуре основной цепи фукоиданов связаны с разным механизмом биосинтеза этих полисахаридов у бурых водорослей, принадлежащих Phaeosporophyceae и Cyclosporophyceae.
Фукансульфаты морских ежей Arbacia lixula, Lytechinus variegates  и голотурии (Ludwigothurea grisea) состоят из повторяющихся тетрасахаридных звеньев и, в отличие от фукоиданов, обладают чётко выраженной регулярной линейной структурой и не содержат ацетатных групп.

## Биологическая активность
Многочисленные исследования последних 10-15 лет посвящены биологическому действию фукоиданов. Фукоиданы проявляют чрезвычайно широкий спектр биологических активностей, что является причиной повышенного интереса к ним. Так, в литературе имеются сообщения о противоопухолевых, иммуномодулирующих, антибактериальных, антивирусных, противовоспалительных и других свойствах фукоиданов. По этой причине фукоиданы можно отнести к так называемым «поливалентным биомодуляторам».
Фукоиданы имеют антикоагулянтное действие. В настоящее время известны два механизма антикоагулянтного действия фукоиданов: один реализуется посредством прямого ингибирования активности факторов VII, XI, XII свёртывания крови, второй основан на гепариноподобном ингибировании свёртывающих факторов посредством активации специфического эндогенного ингибитора — антитромбина-III (АТ-III). Фукоиданы, действующие по первому механизму, могут применяться при антикоагулянтной терапии у больных с врождённым или приобретённым дефицитом антитромбина АТ III, когда гепарин не эффективен. Структура фрагментов молекул фукоиданов, ответственных за действие их по первому или второму механизму, неизвестна. В данном случае выяснение различий в структуре этих фрагментов приобретает важное значение.
Интенсивность изучения биологической активности фукоиданов значительно опережает исследования их химической структуры. Поэтому имеется немного данных о связи структуры и биологической активности этих полисахаридов. Считается, что биологическая активность фукоиданов обусловлена в первую очередь степенью сульфатирования, наличием фрагментов определённой структуры, также может быть связана с моносахаридным составом, степенью разветвлённости, типом связи, молекулярно-массовым распределением. Однако, несмотря на все усилия, пока так и не удалось с определённой уверенностью установить структурный мотив, который отвечает за проявление той или иной биологической активности фукоиданов.
Антикоагулянтное действие
Фукоидан является природным антикоагулянтом, по механизму действия отличается от гепарина, по эффекту — сопоставим с ним. Механизм действия реализуется за счёт высокой молекулярной массы полисахарида, поскольку деполимеризация снижает его антикоагулянтный эффект. Для фукоидана характерна и антитромботическая активность, не связанная с проявляемым им антикоагулянтным действием.
Противовирусный эффект
Фукоидан оказывает противовирусное действие (препятствует проникновению вирусов в клетки за счёт изменения свойств клеточной поверхности), то есть блокирует первую стадию инфекционного процесса, без которой развитие инфекционного заболевания невозможно.
Антиоксидантный эффект
Фукоидан является мощным природным антиоксидантом и защищает клетки от повреждения свободными радикалами.
Гиполипидемическое и противовоспалительное действие
Доказана способность фукоидана приводить к снижению повышенного уровня холестерина и атерогенных липидов (жиров, повышенный уровень которых в крови способствует развитию и прогрессированию атеросклероза и связанных с ним заболеваний). Выявлено, что фукоидан оказывает противовоспалительное действие.
Противоопухолевое действие
Доказано, что фукоидан не обладает цитотоксическим эффектом (не даёт мощной токсической нагрузки на организм); оказывает воздействие и на первичный очаг опухоли, и на её метастазы, в том числе отдалённые.
Механизмы действия: активация апоптоза (программируемой клеточной смерти) опухолевых клеток; подавление сигнального пути NF-kB (в большинстве опухолевых клеток NF-kB постоянно активирован, — такая активация не только защищает клетки от апоптоза, но и увеличивает их пролиферативную активность, инвазивный, метастатический и ангиогенный потенциал); иммуномодулирующее действие (задержка спонтанного апоптоза нейтрофилов человека и усиление выработки провоспалительных цитокинов (ИЛ-6, ИЛ-8 и ФНО-α); антиадгезивное и антиангиогенное действие (подавление интенсивного сосудообразования и уменьшение активного кровоснабжения опухолей).

#### Иммуномодулирующеедействие
Фукоидан и ферментативно деполимеризованный фукоидан из бурой водоросли Fucus evanescens оказывают активирующее действие на эффекторные функции клеток врожденного и адаптивного иммунитета, что определяет возможность его применения в качестве адъюванта для широкого спектра профилактических и терапевтических вакцин.
Также существуют данные о гепатопротекторном действии, его влиянии на углеводный обмен и инсулинорезистентность.